# Barthélémy de La Vau
Barthélémy de La Vau est un maître écrivain français actif vers 1620-1640. Il est notaire du roi à Châtellerault.

## Œuvres
- Les Labeurs et escriptures modernes de la plume de Barthélémy de La Vau…, manuscrit du XVIIe siècle, 71 f. obl. Avec reliure aux armes de Louis XIII et Marie de Médicis. Après quelques pièces liminaires, contient 64 feuillets d'écritures de plusieurs styles (Paris BNF, Mss. : Ms. NAF 1828).